# Ecpyrrhorrhoe rubiginalis
Ecpyrrhorrhoe rubiginalis is een vlinder uit de familie grasmotten (Crambidae). De wetenschappelijke naam van de soort is voor het eerst voorgesteld als Pyralis rubiginalis door Jacob Hübner in een publicatie uit 1796. De spanwijdte van de vlinder bedraagt tussen de 16 en 20 millimeter. 

## Verspreiding
De soort komt voor in Zuid- en Midden-Europa, Rusland, Turkije, Iran, China, Zuid-Korea en Japan. Uit Nederland en België zijn geen waarnemingen bekend.

## Vliegtijd
De vliegtijd is van mei tot september, in twee generaties.

## Waardplanten
De rups van Ecpyrrhorrhoe rubiginalis leeft op diverse soorten van de lipbloemenfamilie (Lamiaceae) waaronder betonie (Stachys officinalis), gewone hennepnetel (Galeopsis tetrahit), echte ballote (Ballota nigra) en Lamium-soorten.